# Живаљево
Живаљево (мкд. Живалево) је насеље у Северној Македонији, у северном делу државе. Живаљево у оквиру општине Кратово.

## Географија
Живаљево је смештено у северном делу Северне Македоније. Од најближег града, Куманова, село је удаљено 45 km источно.
Село Живаљево се налази у историјској области Кратовско. Насеље је положено у долини Кратовске реке, подно Осоговских планина, на приближно 500 метара надморске висине.
Месна клима је умерено континентална.

## Становништво
Живаљево је према последњем попису из 2002. године имало 155 становника. Од тога огромну већину чине етнички Македонци.
Претежна вероисповест месног становништва је православље.